# Premi Jan Campert
El Premi Jan Campert (en neerlandès Jan Campert-prijs) és un premi literari creat el 1948 per la Fundació Jan Campert a La Haia (Països Baixos). A l'inici era un premi destinat a poetes de menys de treinta anys que durant l'ocupació nazi s'havien distingit pel seu paper en la resistència. Després va esdevenir un premi a una obra poetica publicada l'any anterior. Des de 2017 s'ha afegit el Jonge Campert-prijs, atorgat a un dels finalistes dels tallers de poesia organitzat als instituts d'Educació Secundària Obligatòria.
El premi és dedicat al poeta Jan Campert (1902-1943), mort de maltractament i malnutrició al Camp de concentració de Neuengamme.

## Premiats
- 1948 - Jan Elburg, Klein t(er)reurspel

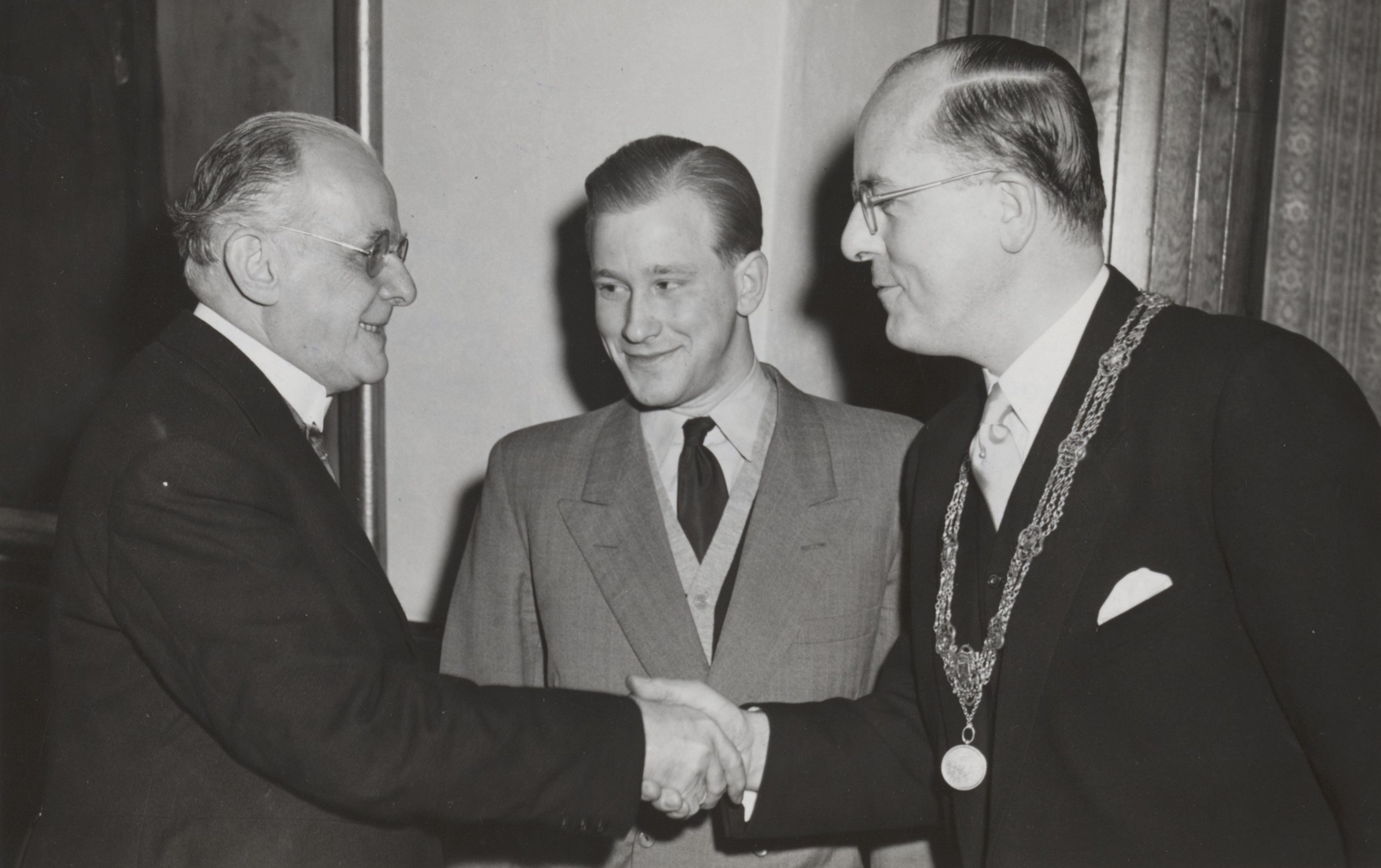
Michel van der Plas (1949) (al mig)

- 1949 - Michel van der Plas, Going my way
- 1950 - Hans Lodeizen,  Het innerlijke behang (pòstumament)
- 1951 - Bert Voeten, Met het oog op morgen
- 1952 - Maria Dermoût, Nog pas gisteren
- 1953 - Albert Besnard, Doem en dorst
- 1954 - Nes Tergast, Werelden (refusat per l'autor)
- 1955 - no atorgat
- 1956 - Remco Campert, Met man en muis i Het huis waar ik woonde
- 1957 - no atorgat
- 1958 - no atorgat
- 1959 - Sybren Polet, Geboorte-stad
- 1960 - no atorgat
- 1961 - Ellen Warmond, Warmte, een woonplaats
- 1962 - Gerrit Kouwenaar, De stem op de 3e etage
- 1963 - Ed. Hoornik, De vis/In den vreemde
- 1964 - Louis Th. Lehmann, Who's Who in Whatland
- 1965 - Willem Hussem, Schaduw van de hand

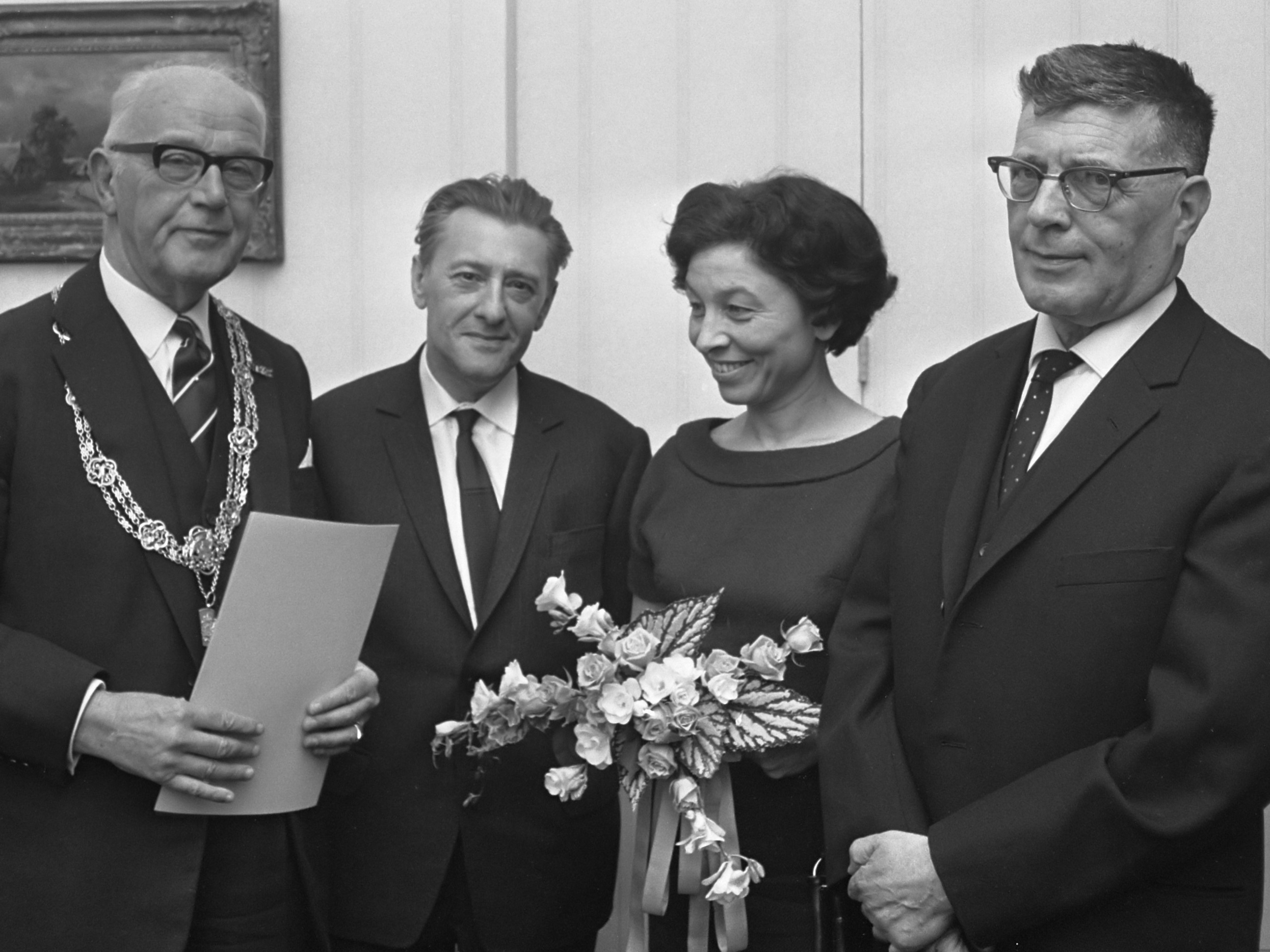
Hanny Michaelis (1966)

- 1966 - Hanny Michaelis, Onvoorzien
- 1967 - Jozef Eykmans, Zonder dansmeester
- 1968 - Hans Vlek, Een warm hemd voor de winter
- 1969 - Rutger Kopland, Alles op de fiets
- 1970 - Hans Andreus, Natuurgedichten en andere
- 1971 - Paul Snoek, Gedichten
- 1972 - Albert Bontridder, Zelfverbranding
- 1973 - Hans van de Waarsenburg, De vergrijzing

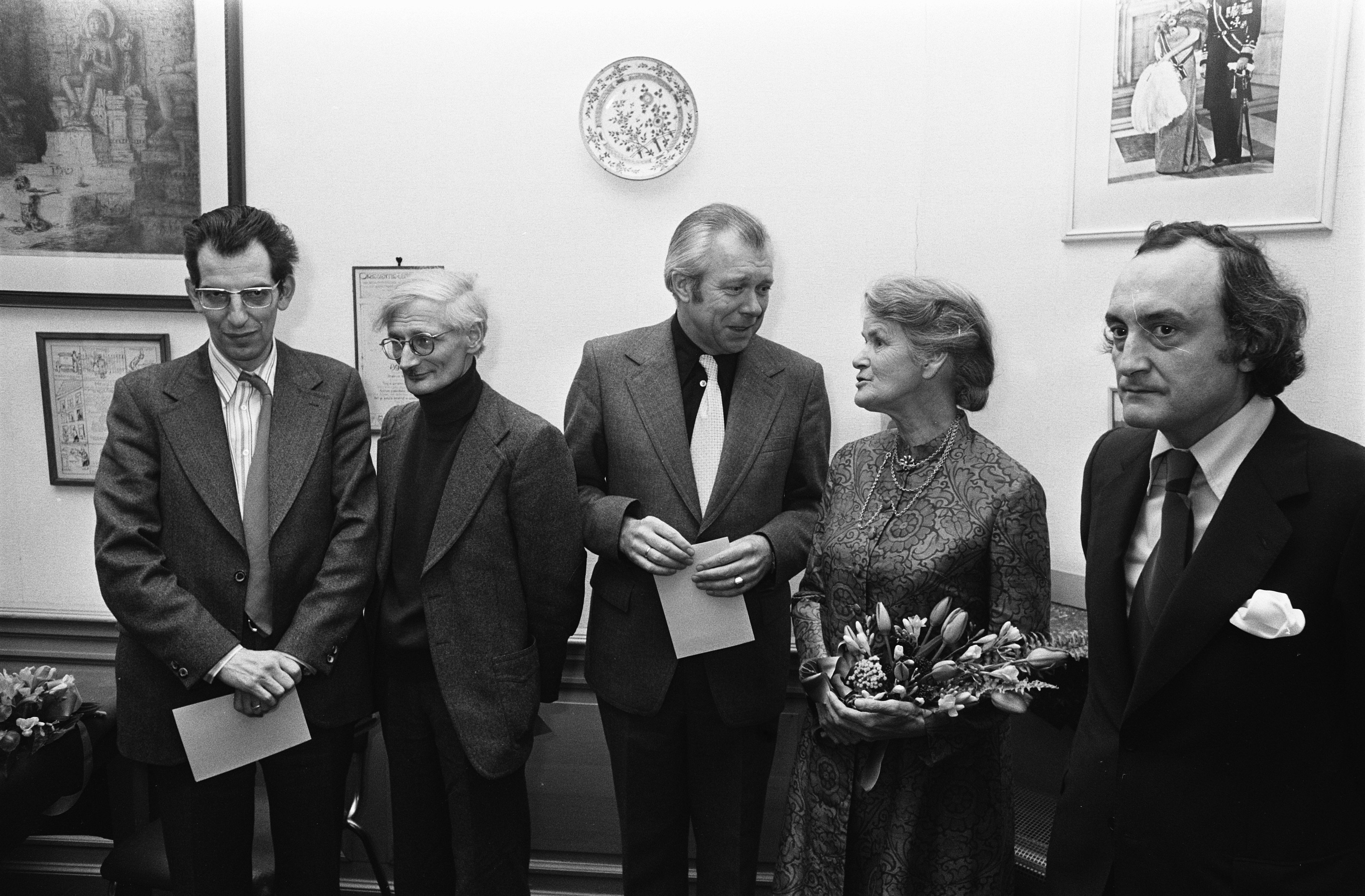
Hugues C. Pernath (a la dreta) (1974)

- 1974 - Hugues C. Pernath, Mijn tegenstem
- 1975 - Eddy van Vliet, Het grote verdriet
- 1976 - C. Buddingh', Het houdt op met zachtjes regenen
- 1977 - Hans Faverey, Chrysanten, roeiers
- 1978 - Cees Nooteboom, Open als een schelp - dicht als een steen
- 1979 - Roland Jooris, Gedichten 1958-78
- 1980 - Ed Leeflang, De hazen en andere gedichten
- 1981 - Judith Herzberg, Botshol
- 1982 - Willem van Toorn, Het landleven
- 1983 - Robert Anker, Van het balkon
- 1984 - Ad Zuiderent, Natuurlijk evenwicht
- 1985 - Kees Ouwens, Klem
- 1986 - Herman de Coninck, De hectaren van het geheugen
- 1987 - Tom van Deel, Achter de waterval
- 1988 - H.H. ter Balkt, Aardes deuren
- 1989 - Miriam van Hee, Winterhard
- 1990 - Jan Kuijper, Tomben

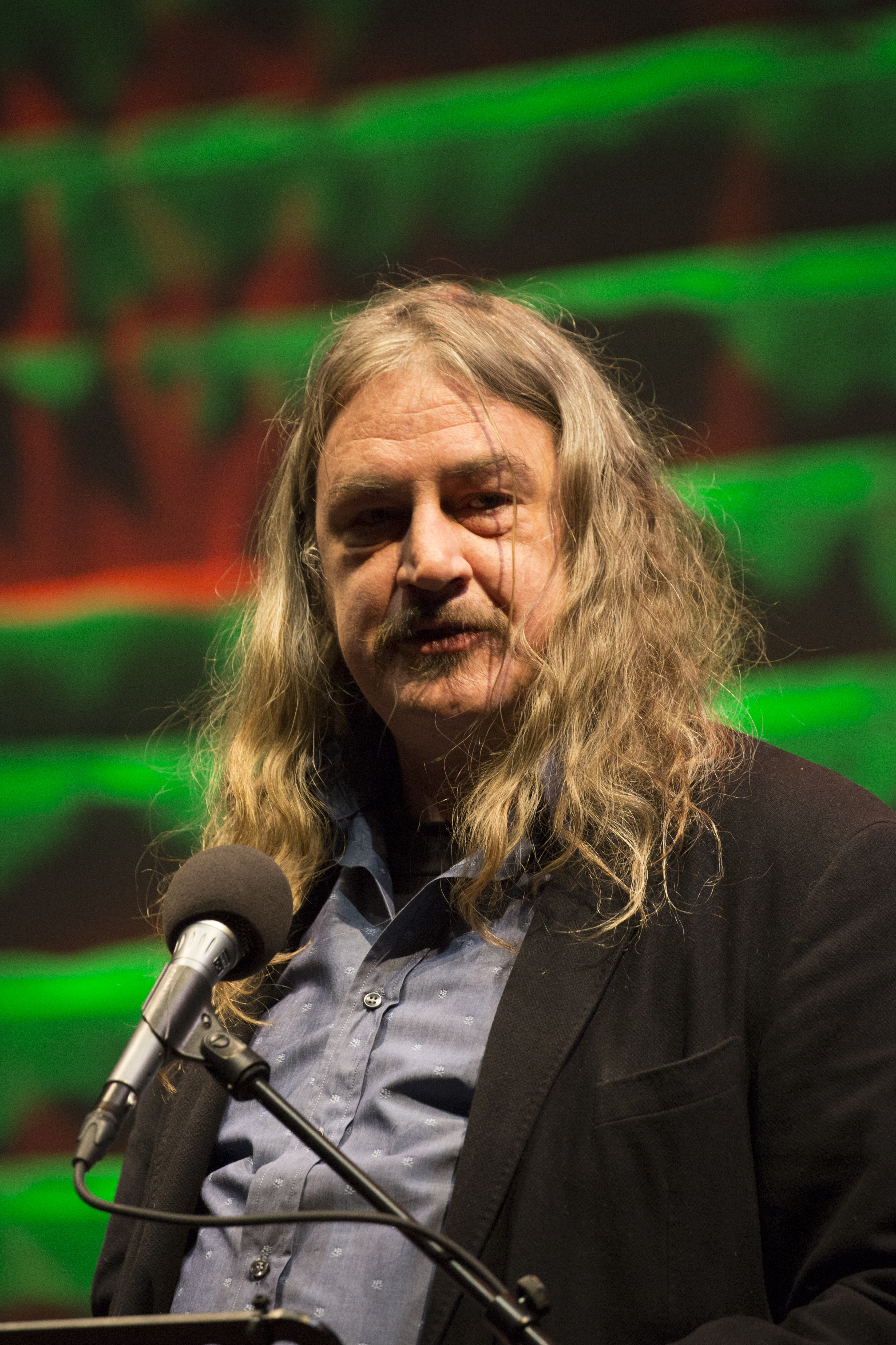
Pfeijffer 2015

- 1991 - Leonard Nolens, Liefdes verklaringen
- 1992 - Willem Jan Otten, Paviljoenen
- 1993 - Toon Tellegen, Een dansschool
- 1994 - Lloyd Haft, Atlantis
- 1995 - Eva Gerlach, Wat zoekraakt
- 1996 - Huub Beurskens, Iets zo eenvoudigs
- 1997 - Elma van Haren, Grondstewardess
- 1998 - Tonnus Oosterhoff, Robuuste tongwerken, een stralend plenum
- 1999 - Peter van Lier, Gegroet o…
- 2000 - K. Michel, Waterstudies
- 2001 - Arjen Duinker, De geschiedenis van een opsomming
- 2002 - Menno Wigman, Zwart als kaviaar
- 2003 - Jan Eijkelboom, Heden voelen mijn voeten zich goed
- 2004 - Mustafa Stitou, Varkensroze ansichten

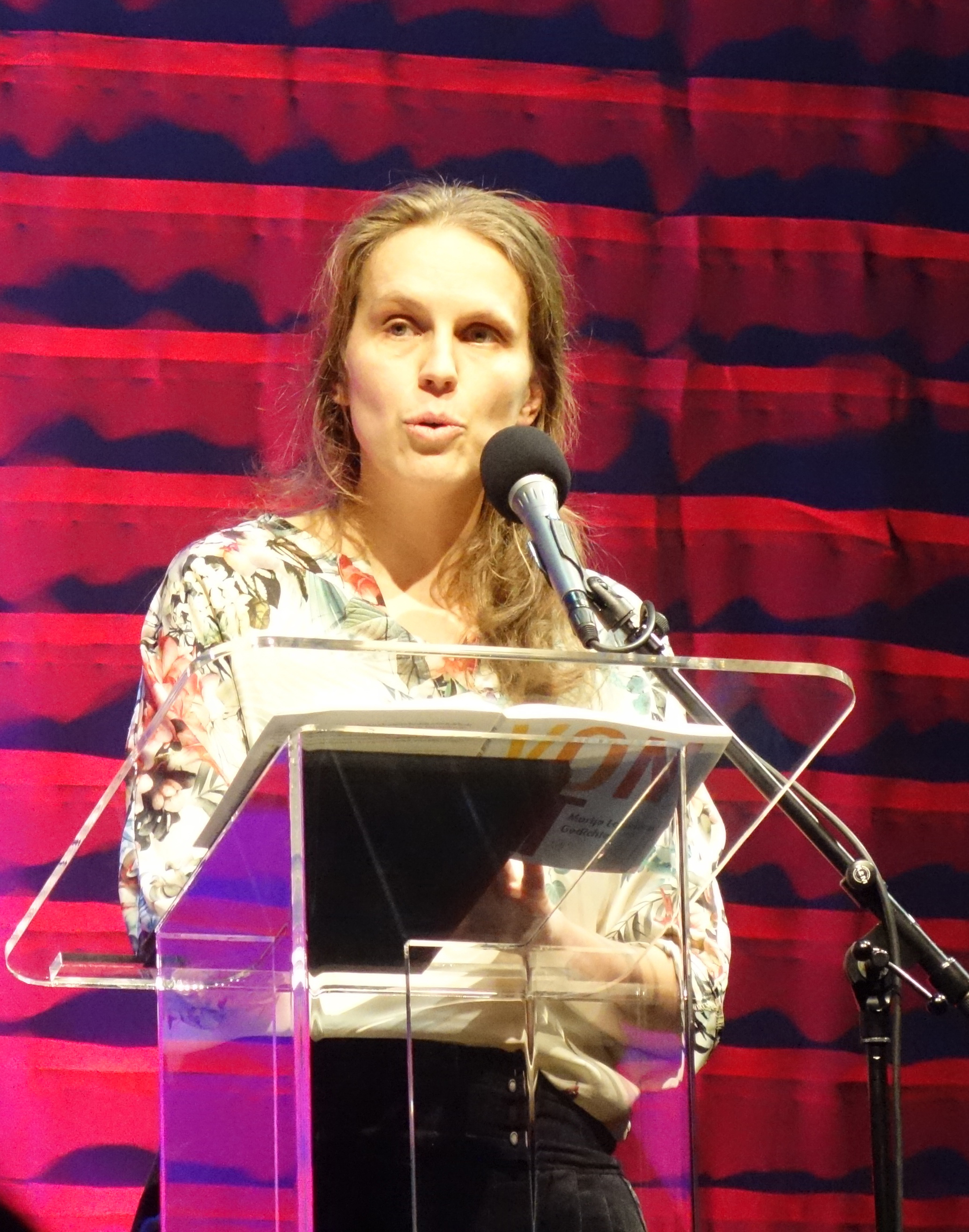
Marije Langelaar (2017)

- 2005 - Nachoem M. Wijnberg, Eerst dit dan dat
- 2006 - Esther Jansma, Alles is nieuw
- 2007 - Dirk van Bastelaere, De voorbode van iets groots
- 2008 - Peter Verhelst, Nieuwe Sterrenbeelden
- 2009 - Alfred Schaffer, Kooi
- 2010 - Hélène Gelèns, zet af en zweef
- 2011 - Erik Spinoy, Dode kamer
- 2012 - Wouter Godijn, Hoe H.H. de wereld redde
- 2013 - Micha Hamel, Bewegend doel
- 2014 - Piet Gerbrandy, Vlinderslag
- 2015 - Ilja Leonard Pfeijffer, Idyllen
- 2016 - Jan Baeke, Seizoensroddel
- 2017 - Marije Langelaar, Vonkt
- 2018 - Annemarie Estor, Niemandslandnacht
- 2019 - Paul Demets, De Klaverknoop
- 2021 - Mischa Andriesse, Het drogsyndicaat
- 2022 - Dominique De Groen, Slangen